# Maxwell Street Polish

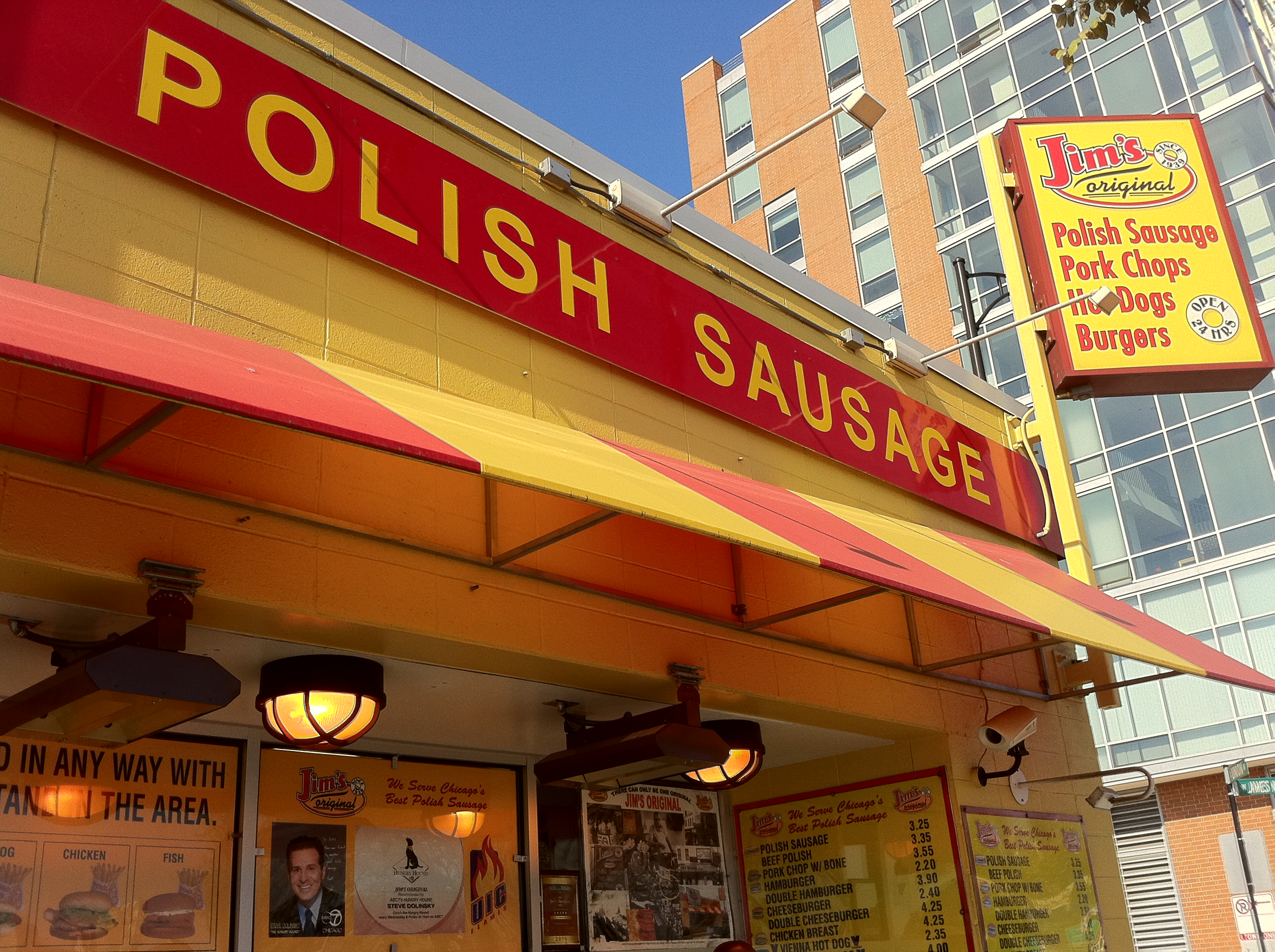
Jim’s Original

Maxwell Street Polish – rodzaj kanapki z gorącą polską kiełbasą z musztardą, pokrytą warstwą smażonej cebuli i opcjonalnie z zieloną papryką. Danie pochodzi z Chicago. Nazwana jedną z klasycznych potraw Chicago.
Została stworzona przez Jimmy’ego Stefanovića, macedońskiego imigranta, który przejął w 1939 roku od wujka bar z hot dogami (teraz nazywa się Jim’s Original) na ulicy Maxwell Street.